# Theo van der Pas
Matheus Wilhelmus (Theo) van der Pas (La Haia, 5 d'octubre, 1902 – idem., 1 de desembre, 1986) va ser un pianista i educador musical neerlandès.
Era fill del soldat granader (i el 1924 secretari del Tribunal de Comptes) Willem Pieter Fredrik Gustaaf van der Pas i Jacoba Vis. Les seves germanes Jacoba van der Pas i Helena van der Pas van ser ballarines a Alemanya i Anglaterra, respectivament. El seu germà Gustaaf Willem Frederik van der Pas va ser violinista a París.
Es va casar amb Jacoba Gilberta Rudolphine Middelraad. La seva filla Thea van der Pas va ser soprano, i el seu fill Wim van der Pas va escriure Theo van der Pas, una vida amb la música, una biografia del seu pare.
Theo van der Pas es va formar al Conservatori de la Haia amb Carel Oberstadt i Karel Textor. Va continuar els seus estudis amb Percy Grainger i Robert Casadesus. El 1917, va acompanyar les seves germanes en un ball. Després de rebre el seu diploma als 17 anys, va començar una carrera com a pianista solista, actuant sota la direcció dels directors Peter van Anrooy, Hermann Abendroth i Hans Weisbach. A més d'interpretar obres orquestrals, també va acompanyar solistes com Carl Flesch, Nathan Milstein, Georg Kulenkampf, Jelly d'Aranyi, Isolde Menges, Gregor Pyatigorski i els violoncel·listes Emanuel Feuermann i Judith Bokor. El 1927, va rebre el "diploma de distinció" al Concurs Internacional de Piano Frederick Chopin. El 1939, Kruseman el va qualificar de "un dels millors entre els joves pianistes holandesos". El compositor que dóna nom al concurs, Frédéric Chopin, va ser un dels compositors preferits de Van der Pas. El 1956 es va jubilar com a pianista de concerts i pianista d'acompanyament, i va continuar com a professor principal de piano al Conservatori de la Haia. Entre els seus alumnes hi havia Joop Stokkermans, Rob van Kreefeld i Rudy de Heus.
L'artista Han van Meegeren va pintar el seu retrat. Theo van der Pas era membre del Cercle d'Art de l'Haia. El 1952 va ser membre del jurat del Concurs Reina Elisabeth de Bèlgica. Entre 1931 i 1956 Van der Pas va ser solista de l'Orquestra del Concertgebouw 38 vegades. Va tocar sota la batuta dels directors Nico Treep, Eduard van Beinum, Willem van Otterloo, Willem Mengelberg, Toon Verhey, Jan Koetsier, Eugen Jochum, Hugo Balzer, Charles Munch, Hein Jordans, Basil Cameron, Pierre Monteux i Erich Leinsdorf.